# Aeroportul Jorge Wilstermann
Aeroportul Jorge Wilstermann (în spaniolă Aeropuerto Internacional Jorge Wilstermann) (IATA: CBB, ICAO: SLCB) este un aeroport din Cochabamba, Cercado Province⁠(d), Cochabamba, Bolivia ce deservește zona Cochabamba. Aeroportul a fost tranzitat în 2020 de 906.712 pasageri. A fost numit după Jorge Wilstermann⁠(d).
Situat la o altitudine de 2.548 m, aeroportul dispune de 2 piste. Este operat de Navegación Aérea y Aeropuertos Bolivianos⁠(d).

## Infrastructură

### Piste
Aeroportul dispune de 2 piste. Pista 05/23 are suprafața de asfalt și dimensiunile 2.649 m × 45 m. Pista 14/32 are suprafața de asfalt și dimensiunile 3.798 m × 45 m. 